# Thomas Hörster
Thomas Hörster (* 27. November 1956 in Essen) ist ein ehemaliger deutscher Fußballspieler und -trainer.

## Sportliche Laufbahn

### Vereinskarriere
Hörster begann bei Blau-Weiß Holsterhausen, einem Essener Stadtteilverein, mit dem Fußballspielen und wechselte noch in seiner Jugendzeit zu Schwarz-Weiß Essen. Als 18-Jähriger kam er dort am 18. Januar 1975 zu seinem ersten Ligaeinsatz für die Herrenmannschaft in der erst wenige Monate zuvor neugegründeten zweigleisigen 2. Bundesliga, als er bei der 1:4-Niederlage beim VfL Wolfsburg in der 78. Minute für seinen nur rund ein Jahr älteren Mannschaftskameraden Hans-Gerd Florian eingewechselt wurde. Schwarz-Weiß Essen stand zu dieser Zeit auf einem Abstiegsplatz. Hörster kam bis zum Saisonende auf weitere neun Ligaeinsätze, stand dabei auch mehrmals in der Startelf und trug letztendlich zum Klassenerhalt bei. In den beiden Folgesaisons etablierte sich Hörster in der Mannschaft und erreichte mit seinem Verein solide Mittelfeldplatzierungen in der Liga. 1977 erfolgte der Wechsel zum Ligakonkurrenten Bayer 04 Leverkusen, mit dem ihm 1979 der Aufstieg in die Bundesliga gelang. Insgesamt spielte er zwischen 1979 und 1991 332-mal für Bayer Leverkusen in der Bundesliga und erzielte dabei 16 Tore.

### Auswahleinsätze und internationale Erfolge
Im Herbst 1986 nominierte Teamchef Franz Beckenbauer den zum Abwehrspieler umfunktionierten Mittelfeldspieler ins Nationalteam. Für die DFB-A-Auswahl war er in vier Partien am Ball, zuletzt im März 1987.
Hörsters größte sportliche Erfolge waren der Gewinn der Bronzemedaille bei den Olympischen Spielen 1988 in Seoul sowie der Gewinn des UEFA-Pokals im selben Jahr. Er kam allerdings in den beiden Finalspielen gegen Español Barcelona verletzungsbedingt nicht zum Einsatz.

## Trainerlaufbahn
Nachdem er seine aktive Laufbahn 1991 beendet hatte, wurde Hörster im Jahr darauf Jugendtrainer bei Bayer Leverkusen und übernahm 2001 die Amateurmannschaft, die in der Regionalliga spielte. „Ich möchte Talente an die Profi-Mannschaft heranbringen und ihnen eine gute Ausbildung mit auf den Weg geben“, erklärte er damals.
Am 16. Februar 2003 löste Hörster den erfolglosen Klaus Toppmöller als Trainer des Bundesligateams ab. Bis zu seiner vorzeitigen Ablösung am 13. Mai gliederte er Talente wie Sebastian Schoof und Jan-Ingwer Callsen-Bracker in die Mannschaft ein. Er wurde schließlich von seinem Amt befreit, da er keine Chance mehr auf den Klassenerhalt sah. Der gelang seinem Nachfolger Klaus Augenthaler jedoch mit zwei Siegen in den letzten beiden Spielen. Hörster wechselte zurück in die Nachwuchsabteilung und übernahm die Verantwortung für die U19. Mit diesem Team gewann er die deutsche A-Junioren-Meisterschaft 2007.

### Weiterer Werdegang
Nach dem Gewinn des nationalen U-19-Titels übernahm Thomas Hörster eine Tätigkeit in der Scouting-Abteilung des Vereins, dem er mit einigen Unterbrechungen zu diesem Zeitpunkt seit 30 Jahren angehörte.

## Trivia
Für den Gewinn der Bronzemedaille bei den Olympischen Spielen 1988 erhielt er – zusammen mit der deutschen Olympia-Fußballnationalmannschaft – das Silberne Lorbeerblatt.